# Carla Ayres
Carla Simara Luciana da Silva Ayres (Jales, 15 de março de 1988), é uma socióloga e política brasileira, filiada ao Partido dos Trabalhadores (PT). É vereadora de Florianópolis.

## Política
Foi eleita vereadora de Florianópolis em 2020 com 2.094 votos (0,91%). Em 26 de junho de 2024, assumiu a cadeira como deputada federal após licença de Pedro Uczai.

### Assédio na Câmara Municipal de Florianópolis
A vereadora foi assediada por um parlamentar durante uma sessão realizada na Câmara Municipal de Florianópolis em 7 de dezembro de 2022. O colega que a assediou era o vereador Marquinhos da Silva, filiado ao Partido Social Cristão (PSC) à epoca; no vídeo gravado durante o incidente é possível observar que ele agarrou a parlamentar, fechando seu próprio corpo ao redor da mesma e a deu um beijo na bochecha sem o seu consentimento. Depois de Ayres se soltar do vereador, o mesmo ainda riu e debochou da atitude. Em entrevista à CNN Brasil, Ayres afirmou que conversou com sua advogada e afirmou que tomaria as providências cabíveis, como acionar o Conselho de Ética da Câmara e outras medidas nas áreas civel e criminal.

## Vida pessoal
Ayres é assumidamente lésbica.

## Desempenho eleitoral
| Ano  | Eleição                     | Partido | Candidata a       | Votos  | %     | Resultado | Ref    |
| ---- | --------------------------- | ------- | ----------------- | ------ | ----- | --------- | ------ |
| 2016 | Municipal de Florianópolis  | PT      | Vereadora         | 1.080  | 0,45% | Suplente  | [ 8 ]  |
| 2018 | Estaduais em Santa Catarina | PT      | Deputada estadual | 7.471  | 0,20% | Suplente  | [ 9 ]  |
| 2020 | Municipal de Florianópolis  | PT      | Vereadora         | 2.094  | 0,91% | Eleita    | [ 4 ]  |
| 2022 | Estaduais em Santa Catarina | PT      | Deputada federal  | 39.609 | 1,00% | Suplente  | [ 10 ] |
| 2024 | Municipal de Florianópolis  | PT      | Vereadora         | 5.743  | 2,10% | Eleita    | [ 4 ]  |